# Б'єнсервіда
Б'єнсервіда (ісп. Bienservida) — муніципалітет в Іспанії, у складі автономної спільноти Кастилія-Ла-Манча, у провінції Альбасете. Населення — 743 особи (2010).
Муніципалітет розташований на відстані близько 230 км на південний схід від Мадрида, 85 км на південний захід від Альбасете.

## Демографія
Динаміка населення (INE ):

## Галерея зображень

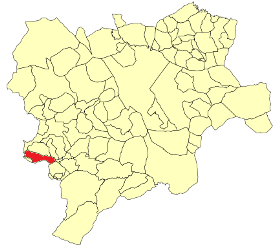
Розташування муніципалітету у провінції Альбасете